# Хриповка
Хри́повка (укр. Хрипівка) — село,
Хриповский сельский совет,
Городнянский район,
Черниговская область,
Украина.
Код КОАТУУ — 7421489601. Население по переписи 2023 года составляло 476 человек .
Является административным центром Хриповского сельского совета, в который, кроме того, входят сёла 
Пивневщина и
Политрудня.

## Географическое положение
Село Хриповка находится на берегах реки Чибриж,
выше по течению примыкает город Городня,
ниже по течению на расстоянии в 1,5 км расположено село Пивневщина.
Рядом проходит автомобильная дорога Т-2512.

## История
- Первое упоминание о селе Хриповка относится к 1611 году [2].

## Экономика
- «Мир», сельскохозяйственное ООО.

## Объекты социальной сферы
- Школа І-ІІ ст.
- Клуб.
- Фельдшерско-акушерский пункт.

## Достопримечательности
- Братская могила советских воинов.

## Люди связанные с селом
- Лукьяненко, Левко Григорьевич (1928—2018) — советский и украинский политик и диссидент, Герой Украины (2005), лауреат Национальной премии Украины имени Тараса Шевченко (2016).